# ورودی هشتی امامزاده سلطان ابراهیم
ورودی هشتی امامزاده سلطان ابراهیم مربوط به دوره قاجار است و در شهرکهنه واقع شده و این اثر در تاریخ ۵ تیر ۱۳۸۴ با شمارهٔ ثبت ۱۱۹۳۶ به‌عنوان یکی از آثار ملی ایران به ثبت رسیده است.